# بانک اپل
بانک اپل (انگلیسی: Apple Bank) شرکت خدمات مالی و بانکداری آمریکایی است، که در سال ۱۸۶۳ تأسیس شد.